# Gare de Aïn Sefra
La gare de Aïn Sefra est une gare ferroviaire algérienne située sur le territoire de la commune de Aïn Sefra, dans la wilaya de Naâma.

## Situation ferroviaire
Établie à une altitude de 1 058,040 m, la gare est située au point kilométrique (PK) 394,023 de la ligne de Oued Tlelat à Béchar, où elle est précédée de la gare de Naâma et suivie de celle de Tiout.
| \| El Biod Naâma Mécheria Aïn Sefra Tiout Djeniene Bourezg \| Localisation de la gare de Aïn Sefra dans la wilaya de Naâma. |
| El Biod Naâma Mécheria Aïn Sefra Tiout Djeniene Bourezg                                                                     |

## Histoire

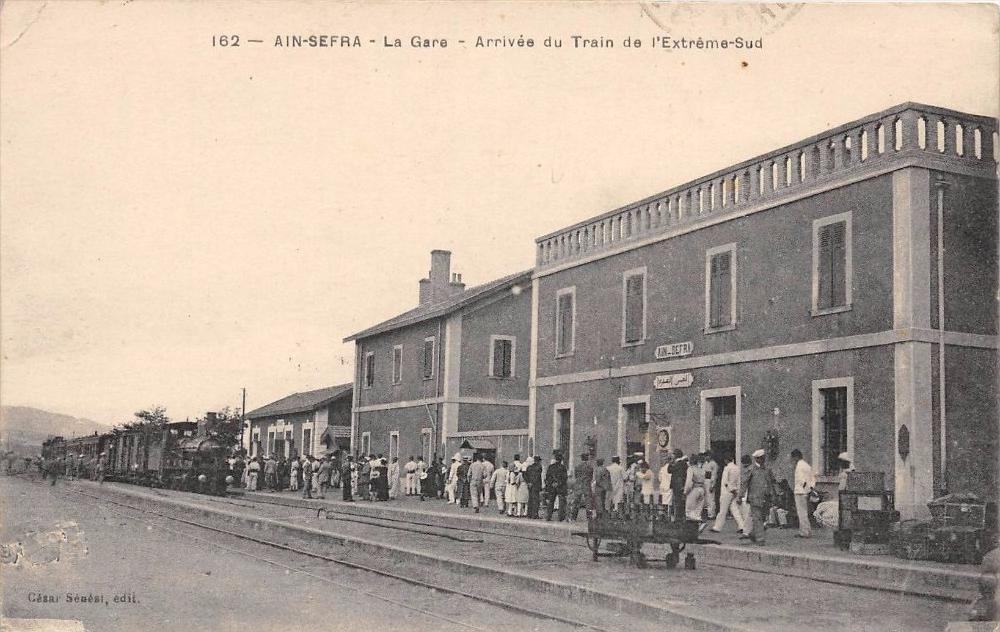
La gare au début du XXe siècle

La gare est mise en service en 1887 lors de l'ouverture de la section de Mécheria à Aïn Sefra de l'ancienne ligne à voie étroite d'Oran à Kenadsa via Saïda. Précédée de l'ancienne gare de Tirkount et suivie de celle de Tiout, elle était située au PK 492,100 de cette ligne,.
Cette gare fait partie des gares fortifiées en Algérie construites par l'armée française entre 1881 et 1906 le long de la ligne entre Saïda et Béchar.

## Service des voyageurs

### Desserte
La gare est desservie par les trains grandes lignes de la liaison Oran - Béchar.